# Bola antiestrès

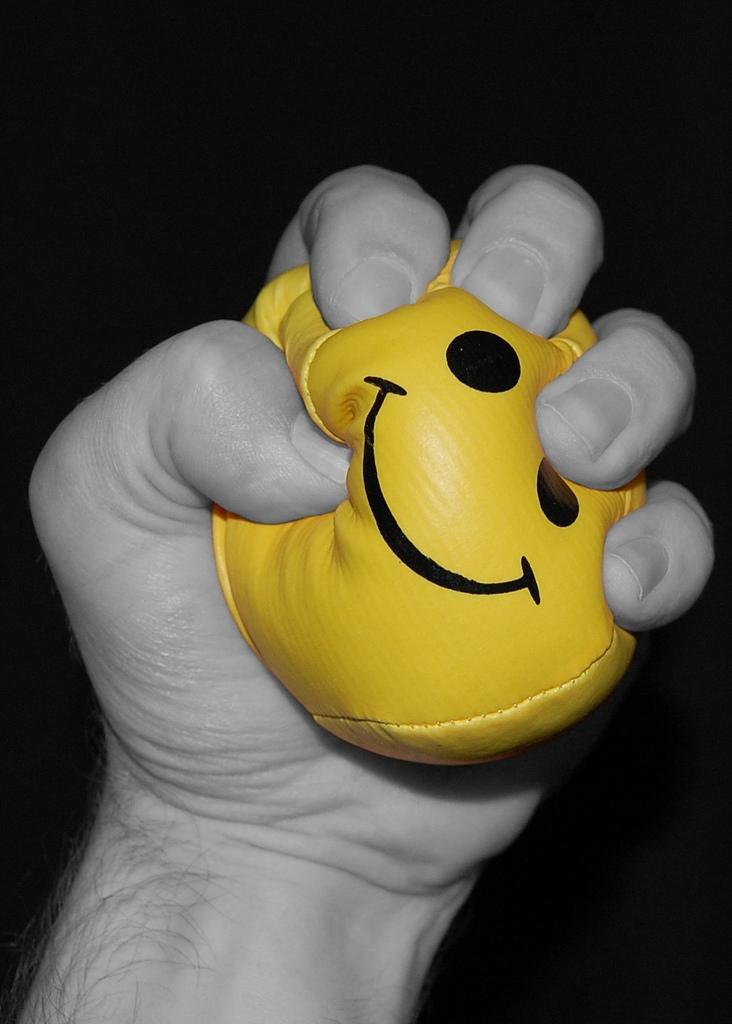
Persona utilitzant una bola antiestrès

Una bola antiestrès és un objecte mal·leable de la grandària d'un puny. Són un tipus de joguina destinada a ser estreta amb la mà per tal de disminuir l'estrès, per reduir la tensió muscular de la mà o bé per exercitar-la.
Tot i que el nom que les defineix és "bola" no tenen per què ser esfèriques, però de tots modos aquesta sol ser la seva forma més habitual. Molt sovint són regalades com a objectes promocionals.